# 朴世爀
朴 世爀（パク・セヒョク、韓国語：박세혁、1990年1月9日 - ）は、大韓民国のソウル特別市出身のプロ野球選手（捕手 ・ 外野手）。彼の父親は元プロ野球選手で斗山ベアーズの指導者だった朴哲祐である。

## 経歴

### 斗山時代
2008年にLGツインズから2次7ラウンド指名を受けたがこれを拒否し、大学へ進学する。その後、2012年に斗山ベアーズから5ラウンド指名を受けて入団した。
2013年は正捕手の梁義智の活躍のため彼にはなかなか出場のチャンスが回らず、わずか18試合の出場に終わった。シーズン終了後に兵役のため尚武野球団に入団し、2015年に除隊された。その後は2015年アジア野球選手権大会に韓国代表として出場し、最終的に韓国代表は優勝を決めた。
2016年6月には梁義智が負傷で離脱したため、彼と崔在勳の二人が先発マスクを被ることが増えた。梁義智が復活した後の8月24日のLGツインズ戦では守備の最中に朴龍澤がフルスイングしたバットが頭を直撃した梁義智に変わって出場し、連続してホームランを放つ活躍を見せた。
2017年中旬にライバル捕手である崔在勳が申成鉉とのトレードでハンファ・イーグルスへ去ると、さらに出場機会が増加し同年は97試合に出場して打率2割8分、57安打、5本塁打を記録した。ただし、斗山球団は同年オフに三星ライオンズに移籍した李沅錫の補償選手として、捕手の李興練を獲得している。
2018年6月26日のNCダイノス戦でプロデビュー後初めて右翼手の守備についた。これ以降も右翼手として出場することがある。なお、同年のオフには梁義智がFAを行使してNCダイノスへ移籍している。
2019年は開幕から正捕手に昇格。4月26日のロッテ・ジャイアンツ戦ではシーズン5回目の3塁打で歴代捕手最多3塁打タイ記録を立てた。さらに同年の8月16日LG戦で6回目となる3塁打を打ち、単一シーズン捕手最多3塁打新記録を更新した。
同年10月1日のNCダイノス戦では9回裏1アウト2塁から打席入り。元鐘玄の打球をセンター前にはじき返し2塁ランナーが生還したためチームがさよなら勝ち。この勝利によって斗山は首位SKワイバーンズとのゲーム差がゼロになり、直接対決で上回るためリーグ優勝が決定した。また、2019 WBSCプレミア12 韓国代表にかつて同僚だった梁義智とともに抜擢された。
プレミア12では捕手の控えや代走として4試合に出場。大会唯一の安打は16日の対日本戦で岸孝之から打ったものだった。なおこの安打で打点1も記録した。さらにその後には金相豎のタイムリーで生還し得点も記録した。
2020年は李興練の退団もあり年間を通じて正捕手として活躍。
2021年は張勝賢との併用状態が続き、多くの出番を得られなかった。レギュラーシーズンでは6年ぶりに本塁打なしに終わったが、三星ライオンズとのプレーオフ1回戦で9回に呉昇桓から自身初のポストシーズン本塁打を記録した。

### NC時代
2022年シーズン終了後、初めてFA(フリーエージェント)となり、2023年よりNCダイノスと4年契約を結び移籍した。彼の補償選手には朴俊泳が選ばれた。

## プレースタイル・人物
スイングスピードが早く、変化球を苦手にしているが直球にはめっぽう強い。捕手として守備能力も良く、2016シーズンには捕手として規定打席に到達した19人の捕手のうち盗塁阻止率6位を記録したがその確率は3割9分という驚異的なものだった。
足は捕手の中では非常に早く、純粋な走力では朴健祐をも上回るという。そのため、代走での出場機会もやや多い。そして時々盗塁をしたり、優れた走塁を見せることもある。
応援歌の原曲はB1A4の、「잘자요 굿나잇」である。またかつては「ドレミの歌」も原曲としていた が、現在は著作権関係で使用されていない。
現読売ジャイアンツ一軍監督の阿部慎之助と、自主トレを行なっていた。阿部とはLINEで連絡を取り合っており、阿部の引退後も連絡を取っているという。

## 詳細情報

### 年度別打撃成績
| 年 度     | 球 団     | 試 合 | 打 席 | 打 数 | 得 点 | 安 打 | 二 塁 打 | 三 塁 打 | 本 塁 打 | 塁 打 | 打 点 | 盗 塁 | 盗 塁 死 | 犠 打 | 犠 飛 | 四 球 | 敬 遠 | 死 球 | 三 振 | 併 殺 打 | 打 率 | 出 塁 率 | 長 打 率 | O P S |
| --------- | --------- | ----- | ----- | ----- | ----- | ----- | -------- | -------- | -------- | ----- | ----- | ----- | -------- | ----- | ----- | ----- | ----- | ----- | ----- | -------- | ----- | -------- | -------- | ----- |
| 2012      | 斗山      | 6     | 6     | 6     | 1     | 2     | 1        | 0        | 0        | 3     | 1     | 0     | 0        | 0     | 0     | 0     | 0     | 0     | 0     | 0        | .333  | .333     | .500     | .833  |
| 2013      | 斗山      | 18    | 31    | 26    | 4     | 6     | 3        | 0        | 0        | 9     | 2     | 0     | 0        | 1     | 0     | 3     | 0     | 1     | 6     | 0        | .231  | .333     | .346     | .679  |
| 2016      | 斗山      | 87    | 210   | 172   | 26    | 36    | 5        | 1        | 5        | 58    | 23    | 2     | 2        | 11    | 3     | 22    | 0     | 2     | 45    | 1        | .209  | .302     | .337     | .639  |
| 2017      | 斗山      | 97    | 237   | 201   | 41    | 57    | 8        | 0        | 5        | 80    | 26    | 2     | 1        | 8     | 4     | 19    | 0     | 5     | 44    | 1        | .284  | .354     | .398     | .752  |
| 2018      | 斗山      | 89    | 194   | 170   | 37    | 48    | 12       | 0        | 3        | 69    | 22    | 5     | 0        | 3     | 1     | 16    | 0     | 4     | 55    | 0        | .282  | .356     | .406     | .762  |
| 2019      | 斗山      | 137   | 505   | 441   | 58    | 123   | 19       | 9        | 4        | 172   | 63    | 8     | 2        | 10    | 6     | 41    | 1     | 7     | 68    | 5        | .279  | .345     | .390     | .735  |
| 2020      | 斗山      | 124   | 423   | 360   | 47    | 97    | 18       | 2        | 4        | 131   | 51    | 5     | 3        | 9     | 7     | 35    | 0     | 12    | 45    | 7        | .269  | .348     | .364     | .712  |
| 2021      | 斗山      | 96    | 270   | 237   | 25    | 52    | 12       | 0        | 0        | 64    | 30    | 4     | 2        | 3     | 3     | 22    | 0     | 5     | 43    | 6        | .219  | .296     | .270     | .566  |
| 2022      | 斗山      | 128   | 402   | 351   | 33    | 87    | 13       | 1        | 3        | 111   | 41    | 2     | 2        | 8     | 4     | 33    | 1     | 6     | 71    | 4        | .248  | .320     | .316     | .636  |
| 2023      | NC        | 88    | 283   | 242   | 35    | 51    | 9        | 3        | 6        | 84    | 32    | 1     | 1        | 6     | 1     | 30    | 0     | 4     | 43    | 3        | .211  | .307     | .347     | .654  |
| 2024      | NC        | 82    | 171   | 148   | 21    | 39    | 9        | 0        | 1        | 51    | 10    | 4     | 0        | 5     | 1     | 14    | 0     | 3     | 43    | 3        | .264  | .337     | .345     | .682  |
| KBO：11年 | KBO：11年 | 952   | 2732  | 2354  | 328   | 598   | 109      | 16       | 31       | 832   | 301   | 33    | 13       | 64    | 30    | 235   | 2     | 49    | 463   | 30       | .254  | .331     | .353     | .684  |

- 2024年度シーズン終了時

### 背番号
- 44 （2012年 - 2013年）
- 47 （2016年）
- 10 （2017年 - ）

## 参照
1. ↑  “李興練が補償選手に決定”
2. ↑  “斗山優勝決定”
3. ↑  “プレミア12メンバー発表”
4. ↑  “'0%' 뚫어야하는 삼성, 고장난 '허파고' 수리해야 KS 보인다 [PO1]” (朝鮮語). 다음뉴스. 2021年11月9日閲覧。
5. ↑  “朴世爀の応援歌”
6. ↑  “朴世爀と阿部慎之助”